# Sant Martí de Granera
Sant Martí de Granera és l'església parroquial romànica del poble de Granera, al Moianès. És al Barri de l'Església, al sud-sud-oest del Barri del Castell i del mateix castell de Granera. Està separada de l'ajuntament de Granera, antiga escola del poble, per un carrer estret. La Rectoria és adossada al costat de l'església, però ha perdut el seu paper de residència del rector, i està llogada com a casa de segona residència des de la dècada dels vuitanta del segle xx.
S'hi accedeix per una pista asfaltada que arrenca cap a l'oest de 80 metres al sud-oest de la capella de Santa Cecília i en uns 200 metres de recorregut arriba a l'esplanada del costat de ponent de l'església, on hi ha també l'ajuntament de Granera.

## Història

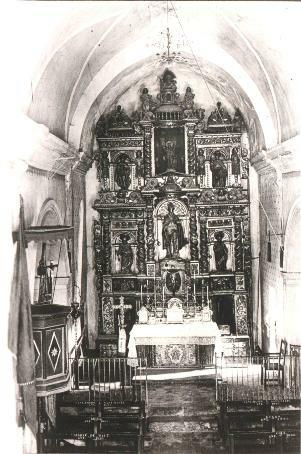
Interior de l'església entre els anys 20 i 30 del. S'hi veu encara el retaule barroc que decorava la nau principal, que fou cremat el 1936 durant la Guerra Civil i que el 1943 fou substituït per un fresc del pintor Miquel Costa.

Citada des del 1040, en un document de Sant Benet de Bages, se'n torna a fer referència el 1068, entre les possessions que tenia aquell monestir benedictí a la zona. Al segle xiii fou refeta l'església en l'estructura que encara es conserva actualment, tot i que algunes parts, com l'absis, romanen mig amagats per les construccions que s'hi afegiren posteriorment.
El 1357 hi consten les advocacions, cadascuna en el seu altar, de Sant Martí, santa Maria i sant Bartomeu, a les quals foren afegides el 1613 les del Roser i de Sant Isidre. El 1774 fou tancada la porta original, romànica, a la façana de ponent, i s'obrí la portalada barroca actual. En la reforma barroca, s'afegiren a l'interior elements pertanyents a aquell estil artístic.
És un temple del romànic final, ja ben entrar el segle xiii; se'n conserven l'absis, de difícil visualització pels edificis que l'envolten, les restes de la porta a la façana de ponent i elements constructius (mènsules de l'antic portal i les restes d'una rosassa) diversos. Era un temple d'una sola nau, amb absis únic, orientat a llevant. L'espadanya convertida en torre damunt del primer tram de la nau també correspon a les modificacions barroques.
Depenien d'aquesta església parroquial les sufragànies de Sant Llogari de Castellet i Sant Julià d'Úixols, tot i que aquesta darrera alternà la dependència de Granera amb la de Castellterçol. Actualment en depenen, tot i que en la major part ja no s'hi celebra missa -en algunes molt eventualment- totes les esglésies i capelles del terme de Granera: Santa Cecília (on es fa actualment la missa dominical), Sant Pere Apòstol de Cal Rossell, Sant Josep del Coll, Sant Humbert de la Manyosa i Santa Maria del Castell. La capella de Bigues no ha estat mai consagrada.

## Arquitectura
És una església d'una sola nau amb coberta de dues aigües, de planta rectangular. La façana, encarada a ponent, té l'entrada tapiada. El parament és de grans carreus de pedra. Corona el conjunt una gran espadanya-campanar amb coberta de quatre vents. L'entrada actual es fa pel mur sud. A la llinda d'aquest accés es pot llegir: "Die 24 de mars. 1774. Alabat sia el Sagrat Cor de Jesus". Té afegides al costat sud la rectoria (segle xviii) i altres dependències (cases consistorials i habitatges).
El nucli original del segle xiii és pràcticament imperceptible a causa de les reformes posteriors. Conserva la nau romànica, ampliada amb altars laterals i l'absis, tapiat internament però visible des de dins de l'ajuntament. L'absis té un fris d'arcuacions llombardes, bé que tardanes i ben tallades, es veu sobrepujat. Cal entrar a l'ajuntament i és visible des de les golfes.

## Galeria d'imatges

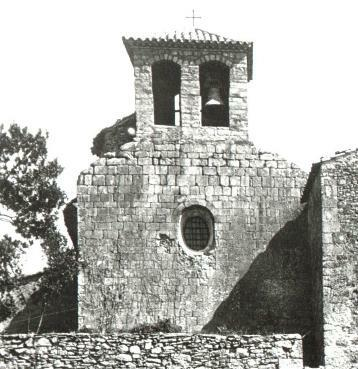
Fotografia en blanc i negre de la façana de ponent
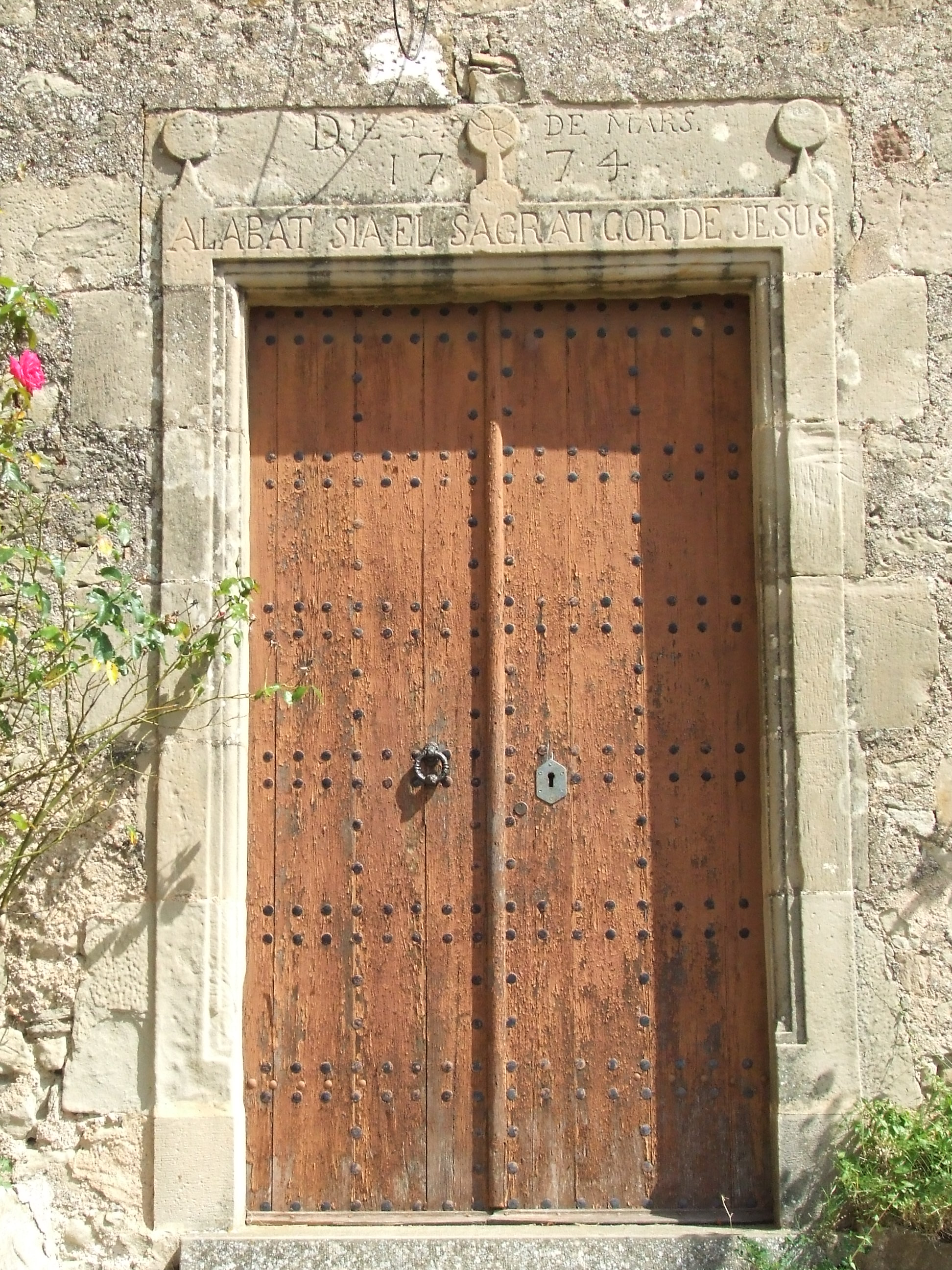
Porta del temple, del segle xviii
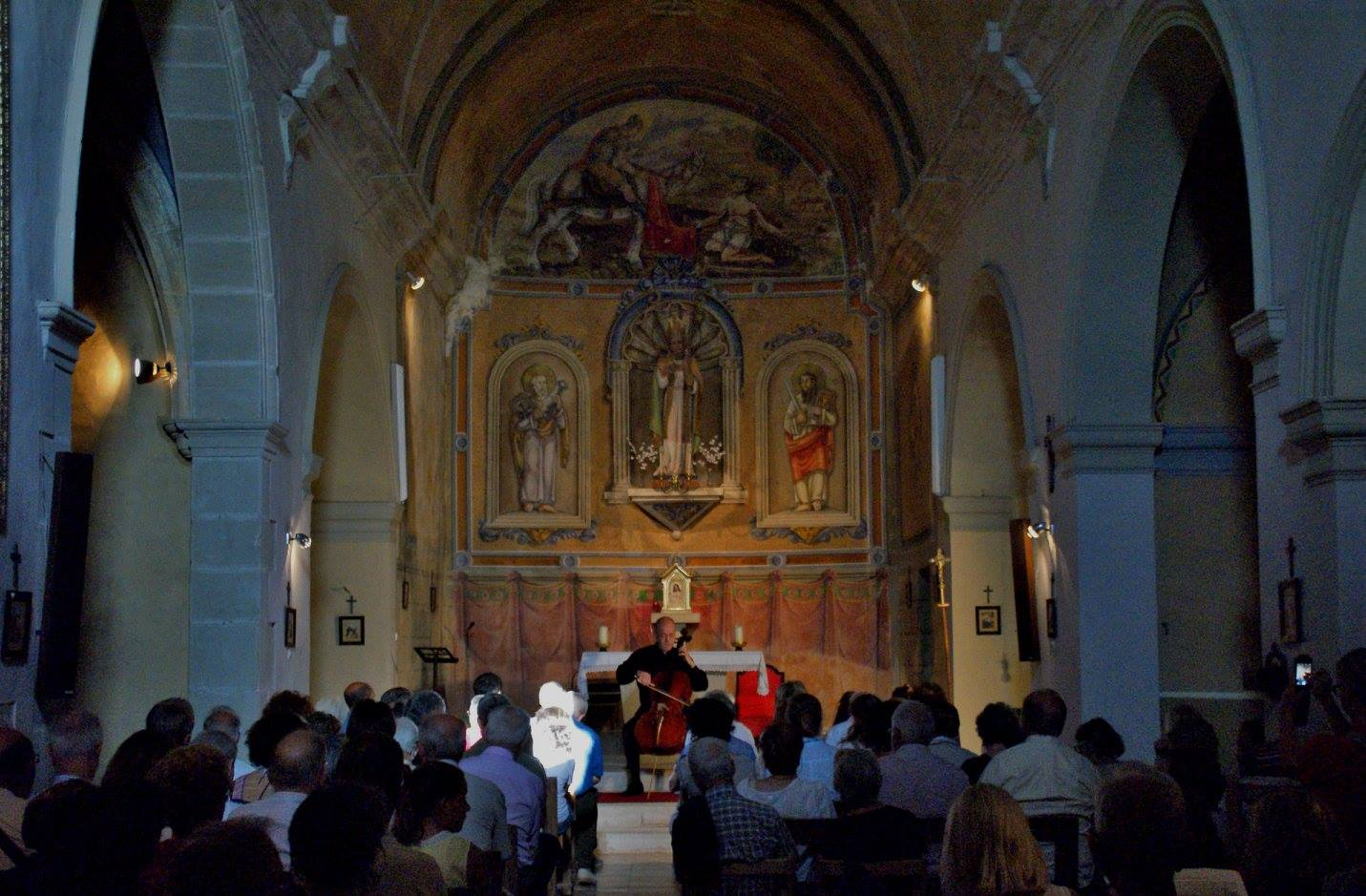
Concert del Festival a Granera - Viu la Música al Parc
Sant Martí, respecte del poble i terme de Granera